# The Einstein Theory of Relativity
Pour plus de détails, voir Fiche technique et Distribution.
The Einstein Theory of Relativity est un court métrage d'animation américain, réalisé par Max Fleischer et sorti en 1923.

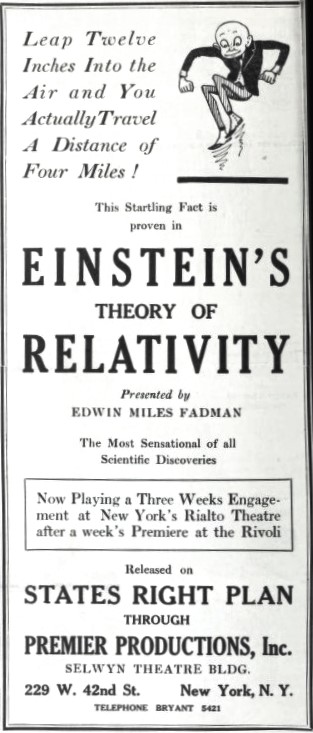
Annonce pour le film dans le magazine Film Daily.

C'est un des tous premiers films de vulgarisation scientifique.

## Synopsis
La théorie de la relativité d'Albert Einstein expliquée en images réelles et en dessins animés.

## Fiche technique
- Titre : The Einstein Theory of Relativity
- Réalisateur : Max Fleischer
- Pays de production :  États-Unis
- Genre : animation
- Durée : 20 min
- Date de sortie :
  - États-Unis : 8 février 1923